# Cay Lembcke
Cay Lembcke, född 15 december 1885, död 31 januari 1965, var en dansk underofficer (ryttmästare), grundare av scoutkåren Det Danske Spejderkorps och en del av den danska nazistiska rörelsen. Under 1920-talet var Lembcke ordförande för Gardehusarernes Idrætskommité och införde gymnastik som inspirerats av Niels Bukh.
Han var son till generallöjtnant Immanuel Lembcke och bror till kommendörkapten Preben Lembcke (1886-1965).

## Det Danske Spejderkorps grundare och första ledare
Lembcke grundade 1909-1910 scoutorganisationen Det Danske Spejderkorps. I samband med Baden-Powells besök i Danmark 1911 anordnade han den första stora scoutträffen på Eremitagesletten i Klampenborg.
Cay Lembcke utgav en förkortad översättning av Baden-Powells Scouting for Boys, där målet var att skapa friska, starka och lydiga medborgare: 

"Jag vill drista mig att påstå, att alla pojkar är födda till soldater - att de i varje fall, till att börja med, är besjälade av de rätta krigiska instinkterna... att leka krig är, om man vill, en manöver för pojkar."

I början av 1920-talet befann sig scoutrörelsen i kris och Lembcke försökte närma sig arbetarrörelsens DUI (numer DUI – Leg og Virke). Kåren splittrades emellertid och 1923 slutade Lembcke som kårchef. 

## Grundare av DNSAP
Cay Lembcke var både grundare och första ledare för Danmarks Nationalsocialistiske Arbejderparti. Från grundandet 16 november 1930 till 26 juli 1933 ledde Cay Lembcke partiet till att Frits Clausen tog över. Då partiet stiftades uttalade Lembcke att partiets första uppgift var att utestänga kvinnor från det offentliga livet:

"Danmarks nationalsocialistiska arbetarparti vill med alla medel slåss för att hålla kvinnorna borta från riksdagen och från kommunalpolitiken, där de aldrig gjort någon nytta, men mycken skada."

Vid samma tillfälle uppmärksammades också rasfrågan:

"Vi kräver en dansk, inte en judisk press" och "Huvudstadspressen är en ren judepress. De stora dagstidningarna är rena och skära geschäft. De ägs eller kontrolleras av judar. Vad betyder detta?"

### Översättning
Den här artikeln är helt eller delvis baserad på material från danskspråkiga Wikipedia.